# Mobicents
Mobicents es un servidor dirigido a eventos altamente escalable con un modelo de componentes robusto y un entorno de ejecución con tolerancia a fallos. Mobicents es la primera y única plataforma Open Source conforme a la certificación JSLEE 1.0. Complementa a J2EE para permitir la convergencia de datos, voz y vídeo en la próxima generación de aplicaciones inteligentes. Web y SIP pueden ser combinados juntos para conseguir una experiencia más natural y sofisticada al usuario.
Además de para las telecomunicaciones, Mobicents es apropiado para muchos otros ámbitos de problemas que demandan Event Driven Architecture (EDA) de gran volumen y una señal de baja latencia. Ejemplos servicios financieros, juegos masivos en línea, Identificación por radiofrecuencia y control distribuido. La plataforma JSLEE es una excelente opción para conseguir un SOA de alto rendimiento.